# Saint-Maurice-Saint-Germain
Saint-Maurice-Saint-Germain è un comune francese di 443 abitanti situato nel dipartimento dell'Eure-et-Loir nella regione del Centro-Valle della Loira.

## Storia
Il comune fu istituito con un'Ordonnance Royale ("regio decreto") del 15 febbraio 1835 unendo i comuni di Saint-Maurice-de-Gasloup e Saint-Germain-l’Épinay.

## Società

### Evoluzione demografica
Abitanti censiti